# Pierre Bernard (maire de Nantes)
Pour les articles homonymes, voir Bernard et Pierre Bernard.
Pierre Bernard, sieur de la Turmelière, né en 1568 et mort en 1618, fut président à la Chambre des comptes de Bretagne de 1612 à 1619 et maire de Nantes de 1615 à 1617.

## Biographie
Fils de Jacques Bernard, sieur de la Turmelière, sous-maire de Nantes en 1575, et de Janne Poullain, Pierre Bernard est le neveu de Robert Poullain, le gendre de Charles Harouys, le père de René Bernard de La Turmelière et le beau-père de Renaud de Sévigné.
Pierre Bernard de La Turmelière est connétable de la milice bourgeoise de Nantes, procureur général (1599-1612) puis président en la Chambre des comptes de Bretagne (1612-1618), maire de Nantes en 1615 et enfin conseiller d'État. Il est anobli par ses charges.